# Frida Dahlskog
Frida Dahlskog, född Hilma Alexandra Alfrida Schagerlund den 17 februari 1877 i Hedvig Eleonora församling i Stockholm, död den 11 augusti 1932 i Bromma, var en svensk skådespelare.
Hon teaterdebuterade hos Ottilia Littmarck 1899, och var därefter vid olika teatrar och turnerande sällskap, däribland Folkets Hus Teater, Intima Teatern, Svenska Teatern, Skansens friluftsteater, Djurgårdsteatern och Blancheteatern.
Hon var gift första gången 1905 med fotografen, sångaren och skådespelaren Curry Dahlskog (1882–1907), andra gången 1908 med hans bror, hovmästaren Thure Dahlskog (1884–1962).
Frida Dahlskog är begravd på Norra begravningsplatsen utanför Stockholm.

## Filmografi
- 1921 – Körkarlen
- 1924 – Sten Stensson Stéen från Eslöv
- 1925 – Kalle Utter
- 1928 – Gustaf Wasa del II

## Teater

### Roller (ej komplett)
| År   | Roll                      | Produktion                                                               | Regi               | Teater                |
| ---- | ------------------------- | ------------------------------------------------------------------------ | ------------------ | --------------------- |
| 1908 | Maja, försäljerska        | Timmerflottarne Teuvo Pakkala                                            |                    | Folkets hus teater    |
| 1908 | Madam Sundström           | Himmel och underjord Frans Hodell                                        |                    | Folkets hus teater    |
| 1908 | Helena Olsson, fiskaränka | I bohuslänska skärgården Oscar Wennersten                                |                    | Folkets hus teater    |
| 1915 | Anfissa                   | Attentatet Leo Birinski                                                  | Emil Grandinson    | Intima teatern        |
| 1915 | Andrine                   | Kärleken till nästan Gunnar Heiberg                                      | Emil Grandinson    | Intima teatern        |
| 1915 | Värdinnan                 | Julstugan Ludvig Holberg                                                 | Einar Fröberg      | Intima teatern        |
| 1920 | Amman                     | Barnsölet Ludvig Holberg                                                 | Rune Carlsten      | Intima teatern        |
| 1920 |                           | I bohuslänska skärgården, eller Store Per och Lille Per Oscar Wennersten | Pierre Fredriksson | Söders friluftsteater |
| 1924 | Eugenie                   | Kammarfrun Félix Gandéra                                                 | Ernst Eklund       | Blancheteatern        |
| 1924 | Garderobiären             | Portiern på Maxim Yves Mirande, Gustave Quinson och Henri Geroule        | Ernst Eklund       | Blancheteatern        |
| 1925 |                           | Fröken X, Box 1742 Cyril Harcourt                                        | Rune Carlsten      | Djurgårdsteatern      |
| 1926 | Lina                      | Moloch Erik Lindorm                                                      | John W. Brunius    | Oscarsteatern         |

### Fotnoter
1. 1 2 3  ”Frida Dahlskog”. Svensk Filmdatabas. http://www.sfi.se/sv/svensk-filmdatabas/Item/?type=PERSON&itemid=58558&ref=%2ftemplates%2fSwedishFilmSearchResult.aspx%3fid%3d1225%26epslanguage%3dsv%26searchword%3dfrida+dahlskog%26type%3dPerson%26match%3dBegin%26page%3d1%26prom%3dFalse. Läst 20 februari 2013.
2. ↑  Dagens Nyheter, 8 maj 1905, sid. 1
3. ↑  Dagens Nyheter, 28 november 1908, sid. 1
4. ↑  SvenskaGravar
5. ↑  ”Teaterannons”. Dagens Nyheter:  s. 3. 5 september 1908. https://arkivet.dn.se/tidning/1908-09-05/13777A/3. Läst 17 februari 2018.
6. ↑  ”Teaterannons”. Dagens Nyheter:  s. 4. 26 september 1908. https://arkivet.dn.se/tidning/1908-09-26/13798A/4. Läst 17 februari 2018.
7. ↑  ”Teaterannons”. Dagens Nyheter:  s. 4. 28 november 1908. https://arkivet.dn.se/tidning/1908-11-28/13861a/4. Läst 17 februari 2018.
8. ↑  ”Attentatet”. Musikverket. http://calmview.musikverk.se/CalmView/Record.aspx?src=CalmView.Performance&id=PERF29374&pos=59. Läst 14 maj 2016.
9. ↑  ”Kärleken till nästan”. Musikverket. http://calmview.musikverk.se/CalmView/Record.aspx?src=CalmView.Performance&id=PERF29378&pos=62. Läst 14 maj 2016.
10. ↑  ”Julstuga”. Musikverket. http://calmview.musikverk.se/CalmView/Record.aspx?src=CalmView.Performance&id=PERF29394&pos=72. Läst 14 maj 2016.
11. ↑  ”Barnsölet”. Musikverket. http://calmview.musikverk.se/CalmView/Record.aspx?src=CalmView.Performance&id=PERF29441&pos=119. Läst 23 maj 2016.
12. ↑  ”Teaterannons”. Dagens Nyheter:  s. 11. 8 juni 1920. https://tidningar.kb.se/fzrwq94r45nhdt8/part/1/page/11. Läst 7 augusti 2025.
13. ↑  ”Kammarfrun”. Musikverket. http://calmview.musikverk.se/CalmView/Record.aspx?src=CalmView.Performance&id=PERF22152&pos=6. Läst 4 april 2016.
14. ↑  ”Portiern på Maxim”. Musikverket. http://calmview.musikverk.se/CalmView/Record.aspx?src=CalmView.Performance&id=PERF22164&pos=23. Läst 5 april 2016.
15. ↑  ”'Fröken X, Bok 1742' redivivus”. Dagens Nyheter:  s. 6. 19 augusti 1925. http://arkivet.dn.se/arkivet/tidning/1925-08-19/223/6. Läst 20 juli 2015.
16. ↑  ”Tidningsnotis”. Dagens Nyheter:  s. 15. 1 februari 1927. http://arkivet.dn.se/arkivet/tidning/1927-02-01/30/15. Läst 5 januari 2016.